# Lignerolles (Eure)
Lignerolles é uma comuna francesa na região administrativa da Normandia, no departamento de Eure. Estende-se por uma área de 6,16 km². Em 2010 a comuna tinha 342 habitantes (densidade: 55,5 hab./km²).